# BFG (entreprise)
Pour les articles homonymes, voir BFG.
 (octobre 2016).
Si vous disposez d'ouvrages ou d'articles de référence ou si vous connaissez des sites web de qualité traitant du thème abordé ici, merci de compléter l'article en donnant les références utiles à sa vérifiabilité et en les liant à la section « Notes et références ».
 (mai 2022).
Motif : entreprise - modèle : séparer en deux articles (avec leur infobox).
BFG était un constructeur français de motos créé par Louis Boccardo, Dominique Favario et Thierry Grange au début des années 1980 en France.

## Histoire
Louis Boccardo, Dominique Favario et Thierry Grange créent, au début des années 1980, la firme BFG (initiales de leurs noms : Boccardo-Favario-Grange). Leur budget est de 800 000 FF pour fabriquer une moto de série, somme dérisoire si on le compare aux investissements des autres fabricants de motos.
Après le départ de Louis Boccardo, deux ingénieurs, MM Deschenaux et Agnellet, réussissent à faire une moto avec une excellente tenue de route, un freinage à la hauteur des bonnes routières de l'époque (trois disques Brembo), un moteur très coupleux allié à une boite de vitesses maison que tout le monde a appréciée[réf. nécessaire]. Son prix de vente est compétitif mais la moto se heurte au phénomène japonais.
L'esthétique est un des reproches que font les éventuels clients, mais cette forme est dictée par le passage en soufflerie pour une excellente pénétration dans l'air améliorant ses performances et sa tenue de route.
Après quelques prototypes peu esthétiques, les premières BFG 1300 sortent des chaînes de montage en 1982. Originellement basée près de Chambéry, dans la commune de La Ravoire, l'usine est reprise par MBK, à Saint-Quentin et reprend la production en 1983.

### Changement de marque
Les exemplaires sortis après 1983, environ 150, arborent le logo MBK.
La principale caractéristique de cette moto est d'utiliser des moteurs de GS (type G13/646), faciles d'entretien, permettant de bénéficier d'un réseau pour l'entretien et de réduire les coûts de production. C'est un quatre cylindres à plat, refroidi par air forcé, de 1 299 cm3, développant 70 ch, couplé à une boîte à cinq rapports. La transmission se fait par arbre et joint tripode, sans les contraintes d'entretien d'une chaîne.
Le tableau de bord, provenant de la Renault 5 Alpine, est complet. La fourche télescopique de marque Télesco, petit manufacturier espagnol, connaît quelques problèmes de fiabilité (fuites et rayures).
La technologie générale est satisfaisante puisque les BMW série K, sorties en 1983 (un an après la BFG), adoptent la même technologie, avec le moteur porteur et le bras oscillant dans la boîte de vitesses[réf. nécessaire].
Volontairement tournée vers le grand tourisme, avec un moteur endurant et un équipement complet, mais d'une esthétique assez particulière liée à une finition approximative pour les premiers modèles, mais qui est corrigée et améliorée sans cesse au fil des mois, la BFG ne connaît pas le succès, puisque seulement six cents motos environ sont produites. L'usine fournit des BFG en essai à l'administration et, ayant obtenu l'assurance d'une commande importante, investit dans une infrastructure plus grosse ; malheureusement les commandes promises ne sont jamais tenues et l'usine, en difficulté, est cédée à MBK qui promet la continuité de fabrication ; peu de temps après, MBK est vendu à Yamaha qui décide d’arrêter la construction en 1986. Le stock de pièces est cédé à la société de fabrication de side-car Précision, en 1988, qui en assemble encore quelques-unes.
Cette moto est pourtant considérée comme un retour de la France en moto, puisque le président de la République, François Mitterrand, en offre une au roi d'Espagne, Juan Carlos, en 1982.
Quelques exemplaires sont vendus à la Gendarmerie et à la CRS no 1 mais ne servent qu'à des manifestations de prestige.

BFG 1300
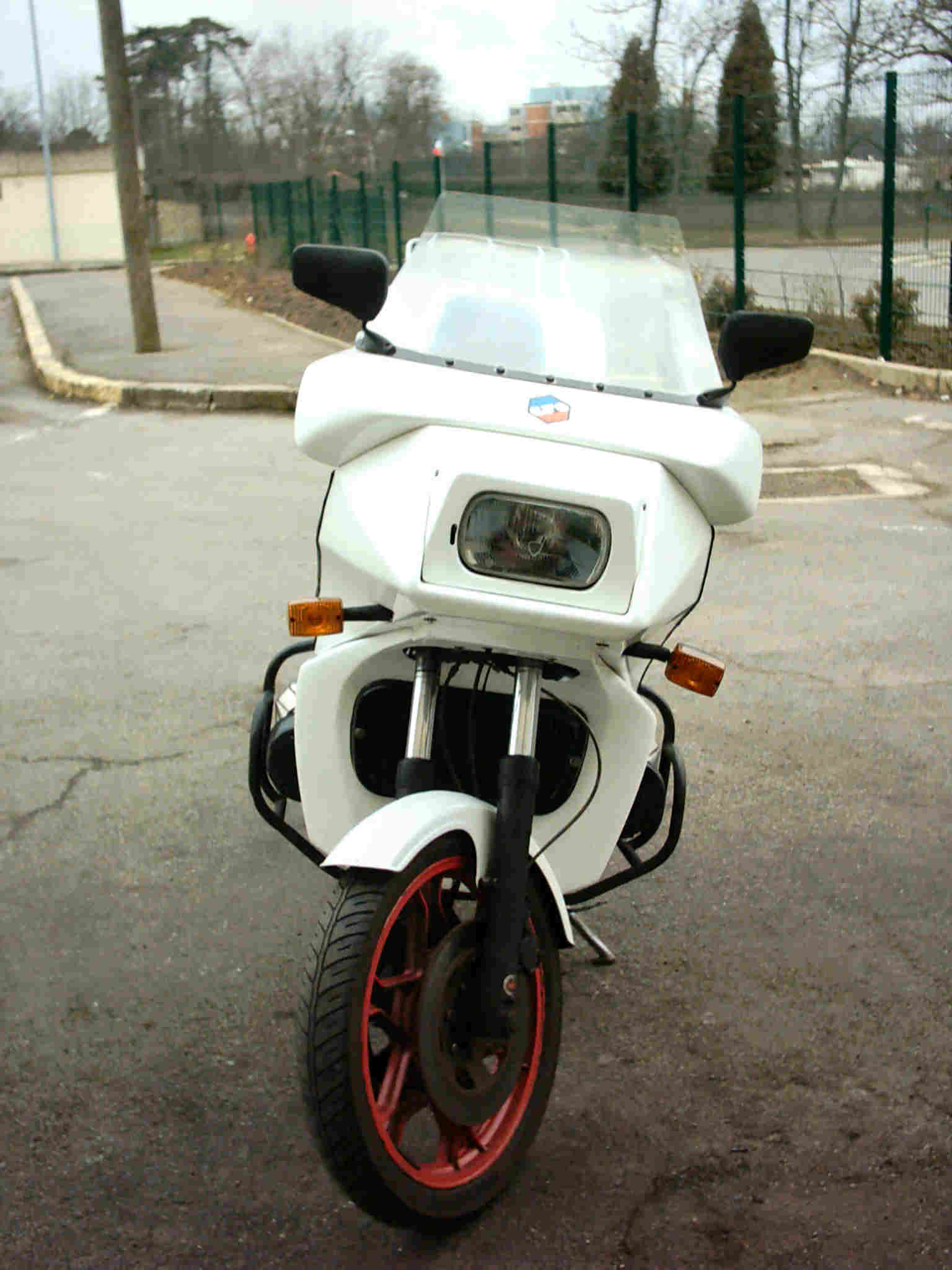
La BFG 1300 vue de face.
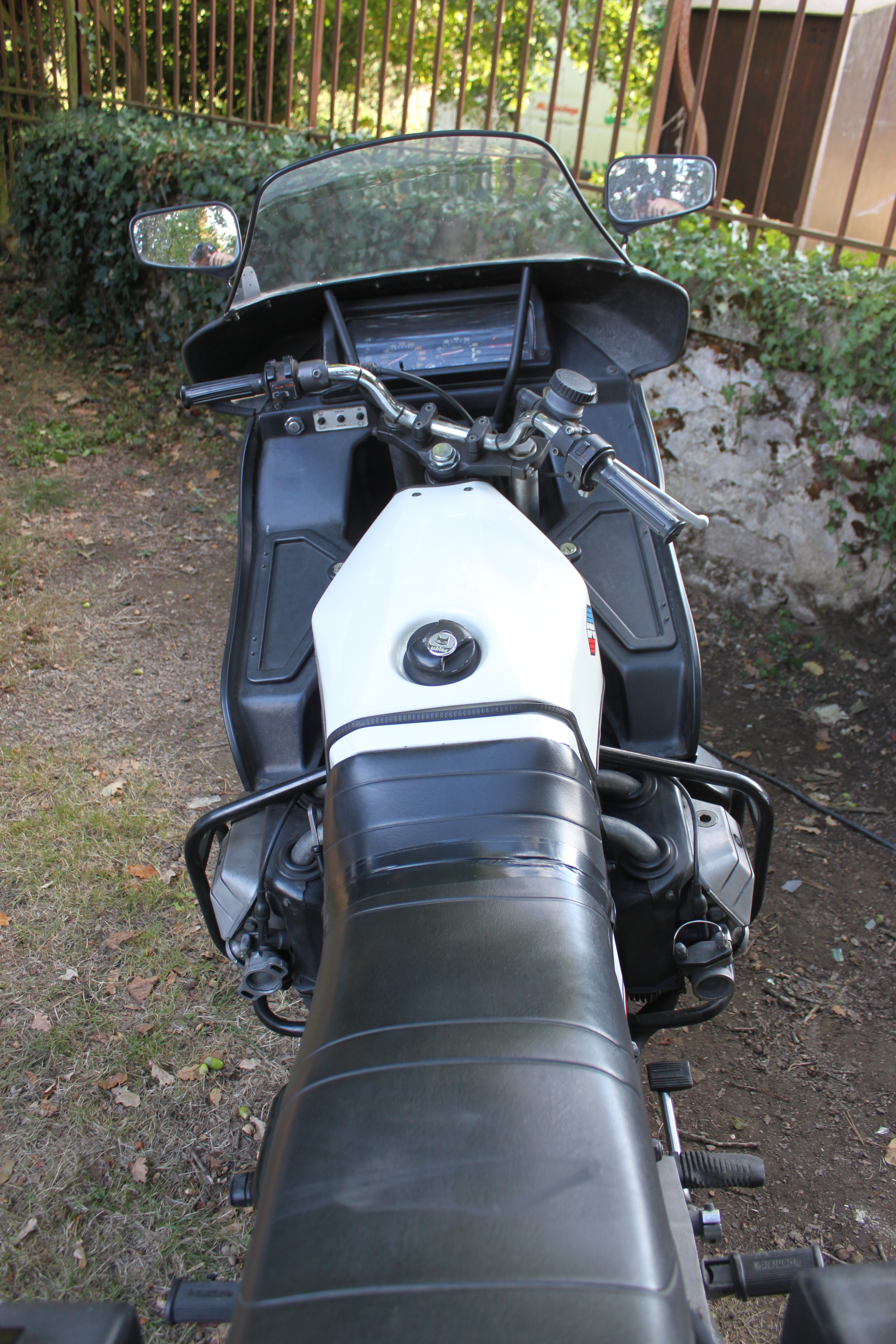
Vue du dessus.
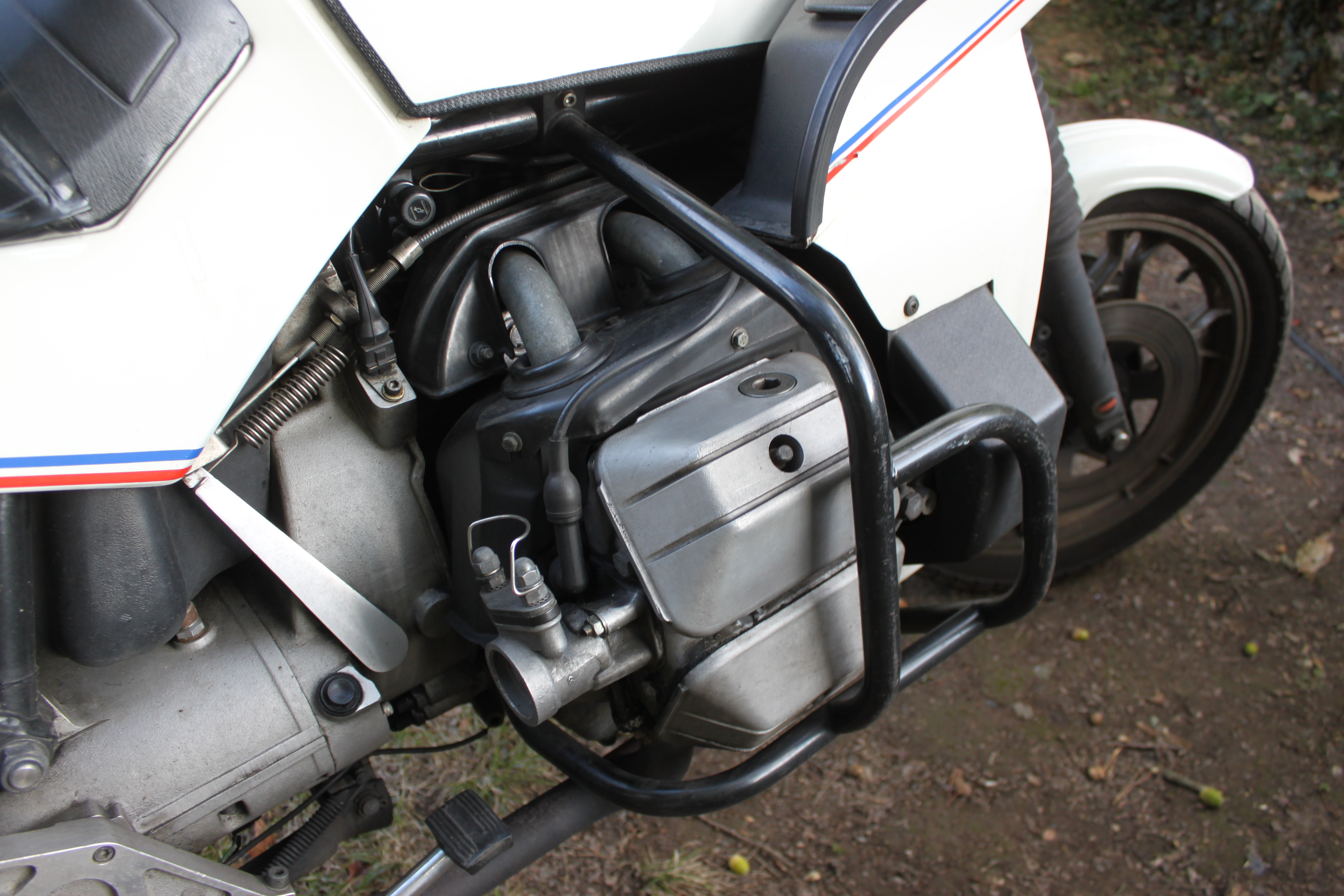
Le côté droit du moteur.
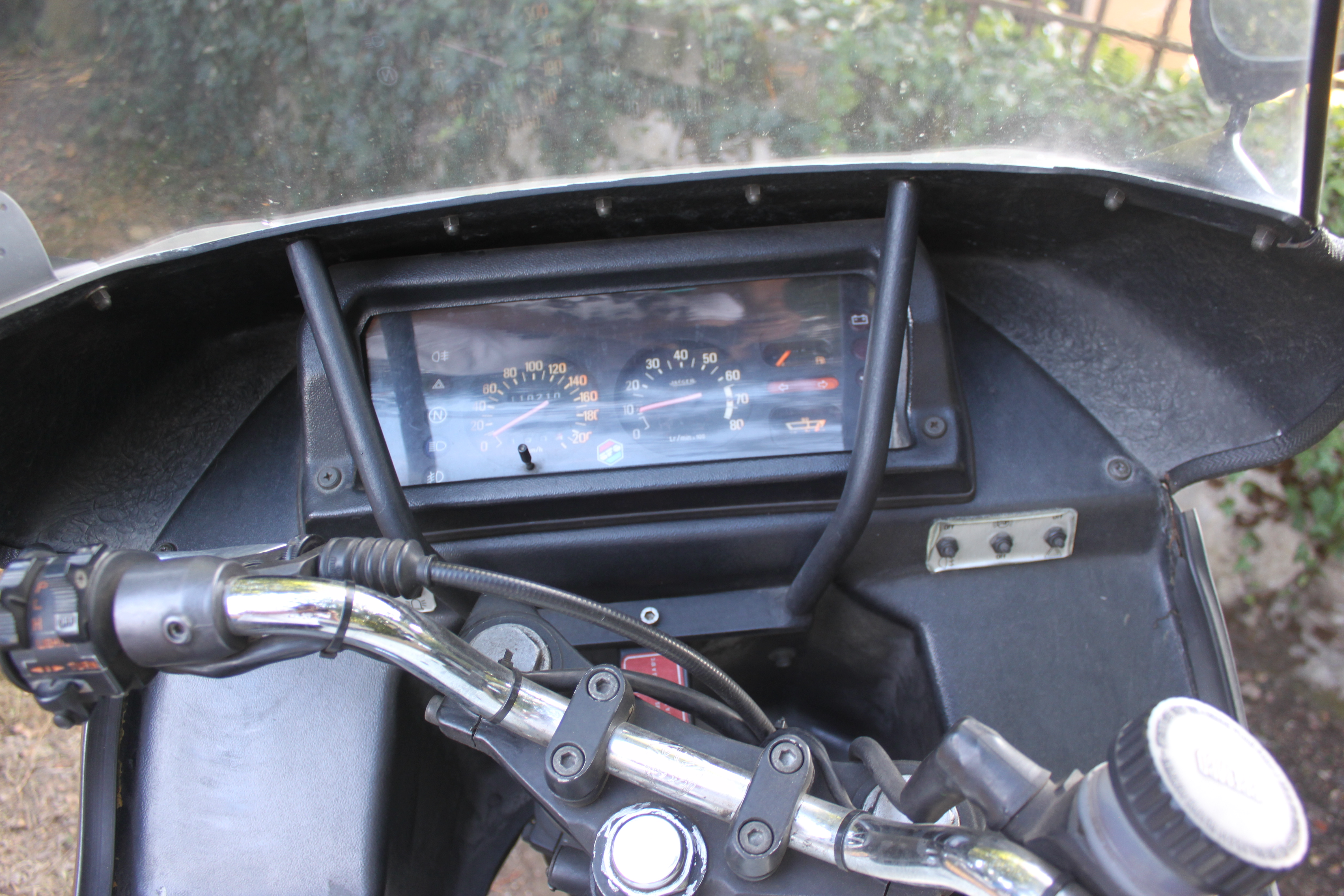
Le tableau de bord.